# Setigeroclavula
Setigeroclavula là một chi nấm thuộc họ Clavariaceae trong bộ Agaricales. Chi nấm này chỉ có duy nhất một loài là Setigeroclavula ascendens. Nấm S. ascendens được tìm thấy trong thân cuống chết của loài Asplenium bulbiferum ở New Zealand. Cả chi Setigeroclavula và loài duy nhất của chi đều được Ron Petersen miêu tả khoa học lần đầu tiên năm 1988. Nấm có kích thước nhỏ, mọc thành cụm với những sợi nấm thẳng đứng, bào tử nấm trơn nhẵn và trong suốt.